# Burebrot
Il Burebrot o Bauernbrot (in italiano Pane dei fattori), Pain paysan (in italiano Pane del villaggio) o Pane del nonno è un tipo di pane tipico della Svizzera, ma prodotto anche in Germania, caratterizzato dal contenere fra i suoi ingredienti anche il latte.
Nella sua preparazione sono mescolati latte, farine di segale e di frumento, acqua, sale e lievito nell'impasto, a cui viene data una forma circolare. Dopo 70-90 minuti la superficie è tagliata con un coltello per creare uno schema decorativo a losanghe e quindi il tutto viene messo in forno a temperatura prima elevata e poi moderata fino a che la crosta sia croccante.
Il Burebrot è di origini relativamente recenti: fu sviluppato nel 1955 dalla Ecole Professionnelle de Richemont in cooperazione con l'associazione dei panificatori svizzeri in modo da utilizzare il surplus di latte disponibile.